# Данилевський Григорій Трохимович
Григорій Трохимович Даниле́вський (нар. 1772, Харківщина — пом. 6 січня 1864, Київ) — український скрипаль і півчий (альт). Брат музиканта Адріана Данилевського.

## Біографія
Народився у 1772 році на Харківщині в сім'ї священника. Диригент Кудлай привіз його до Санкт-Петербурга в Придворну співацьку капелу як соліста-альта. Навчався у класах Дворянського корпусу і одночасно співав у капелі під керівництвом Дмитра Бортнянського. На скрипці грати навчився у М. Кудлая і французького скрипаля Шарля Лафона.
1808 року залишив капелу. До 1826 року служив у канцелярії Міністерства внутрішніх справ і грав на скрипці в домашніх концертах у перербургзьких меценатів Миколи Голіцина, Федора Львова, Михайла Вільєгорського.
Впродовж 1826—1834 років служив радником губернського правління в Чернігові, з 1834 року — в Києві, де утримував власний музикальний салон і як соліст і ансамбліст давав концерти разом з Каролем Ліпінським і Олександром Арто. Очолював квартет за участю Вітовського, Зубковича і Стороженка. Помер в Києві 25 грудня 1863 [6 січня 1864] року.